# Гарсільян
Гарсільян (ісп. Garcillán) — муніципалітет в Іспанії, у складі автономної спільноти Кастилія-і-Леон, у провінції Сеговія. Населення — 462 особи (2010).
Муніципалітет розташований на відстані близько 80 км на північний захід від Мадрида, 12 км на захід від Сеговії.

## Демографія
Динаміка населення (INE ):